# Praecipitatio

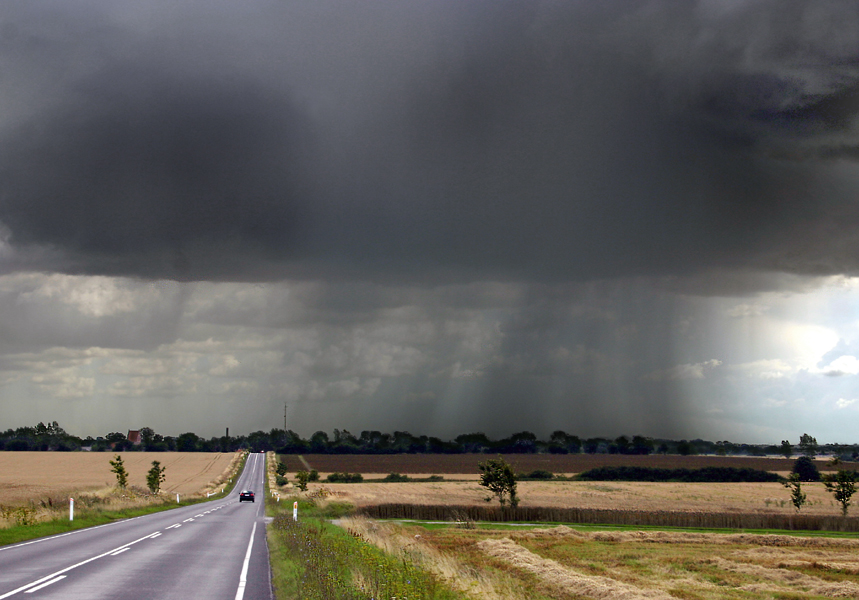
Evidenza di praecipitatio presso il villaggio di Lunde in Danimarca.

In meteorologia, la dizione praecipitatio (dall'analoga parola in latino, con il significato di "caduta dall'alto"), indica una caratteristica accessoria delle nubi che consiste in scie di precipitazione inclinate o verticali, attaccate alla base della nube stessa e che si estendono fino a raggiungere il suolo.

## Caratteristiche
Si differenzia pertanto dalla virga le cui scie di precipitazione evaporano o sublimano durante il percorso senza raggiungere il suolo. Si incontra particolarmente con nubi del genere altostratus, nimbostratus, stratocumulus, stratus, cumulus e cumulonimbus.
In caso di forti precipitazioni di particelle relativamente leggere come pioggia o nevischio, le scie di caduta sono piegate verso l'esterno evidenziando così il flusso della colonna di aria fredda discendente che si espande lungo la superficie. Le particelle più pesanti come pioggia intensa o grandine, sono poco influenzate dalla colonna di aria fredda e le loro scie di caduta sono più lineari.